# Evropská liga ve stolním tenise
Evropská liga ve stolním tenise byla každoroční soutěž národních reprezentací evropských zemí ve stolním tenise, která byla založena na zasedání Evropské unie stolního tenisu (ETTU) ve Vídni v roce 1966. Týmy byly roztříděny do divizí podle kvality, zápasy se hrály od září do března. Původně existovala pouze mužská soutěž, v roce 1990 přibyla kategorie žen a o rok později kategorie smíšených družstev. V roce 2000 byla soutěž zrušena a nahrazena kvalifikací na mistrovství Evropy ve stolním tenise.  

## Seznam vítězů
| Sezona    | Muži           | Ženy                           | Smíšené týmy        |
| --------- | -------------- | ------------------------------ | ------------------- |
| 1967/1968 | SSSR           |                                |                     |
| 1968/1969 | SSSR           |                                |                     |
| 1969/1970 | Švédsko        |                                |                     |
| 1970/1971 | Maďarsko       |                                |                     |
| 1971/1972 | Československo |                                |                     |
| 1972/1973 | SSSR           |                                |                     |
| 1973/1974 | Maďarsko       |                                |                     |
| 1974/1975 | Švédsko        |                                |                     |
| 1975/1976 | Jugoslávie     |                                |                     |
| 1976/1977 | Maďarsko       |                                |                     |
| 1977/1978 | Francie        |                                |                     |
| 1978/1979 | Československo |                                |                     |
| 1979/1980 | Maďarsko       |                                |                     |
| 1980/1981 | Maďarsko       |                                |                     |
| 1981/1982 | Jugoslávie     |                                |                     |
| 1982/1983 | Jugoslávie     |                                |                     |
| 1983/1984 | Československo |                                |                     |
| 1984/1985 | Švédsko        |                                |                     |
| 1985/1986 | Polsko         |                                |                     |
| 1986/1987 | Polsko         |                                |                     |
| 1987/1988 | Francie        |                                |                     |
| 1988/1989 | Švédsko        |                                |                     |
| 1989/1990 | Francie        |                                |                     |
| 1990/1991 | Německo        | Maďarsko                       |                     |
| 1991/1992 | Švédsko        | Společenství nezávislých států | Izrael              |
| 1992/1993 | Švédsko        | Nizozemsko                     | Wales + Kypr        |
| 1993/1994 | Belgie         | Německo                        | Norsko + Kypr       |
| 1994/1995 | Belgie         | Maďarsko                       | Jugoslávie + Island |
| 1995/1996 | Švédsko        | Německo                        | Malta + Jersey      |
| 1996/1997 | Švédsko        | Německo                        |                     |
| 1997/1998 | Francie        | Německo                        |                     |
| 1998/1999 | Německo        | Německo                        |                     |
| 1999/2000 | Německo        | Německo                        |                     |

Pozn. V důsledku mezinárodních sankcí byla Jugoslávie v roce 1992 vyřazena z elitní divize.